# 伯納姆山
伯納姆山（英語：Mount Burnham）是南極洲的山峰，位於瑪麗伯德地，處於范瓦爾肯堡山以北3公里，屬於克拉克山脈的一部分，海拔高度1,170米，在1940年由美國研究隊發現，現時由南極條約體系管理。